# Longzhou (Longzhou)
Longzhou (chinesisch 龙州镇, Pinyin Lóngzhōu zhèn) ist eine Großgemeinde im Südwesten der Volksrepublik China. Sie gehört zum Verwaltungsgebiet des Kreises Longzhou, der seinerseits der bezirksfreien Stadt Chongzuo im Autonomen Gebiet Guangxi der Zhuang unterstellt ist. Die Großgemeinde Longzhou verwaltet ein Territorium von 301,44 Quadratkilometern mit einer Gesamtbevölkerung von 57.890 Personen im Jahre 2015. Die Bevölkerungszählung des Jahres 2000 hatte eine Gesamtbevölkerung von 41.317 Personen in 11.400 Haushalten ergeben, davon 21.011 Männer und 20.306 Frauen. Die Bevölkerung besteht vorwiegend aus Zhuang und Han.
Longzhou liegt in der Mitte des gleichnamigen Kreises, am Oberlauf des Flusses Zuo Jiang. Das Klima von Longzhou ist warm mit ausreichend Niederschlag und Sonnenstunden. Die Jahresdurchschnittstemperatur liegt bei 21 °C. Das Relief ist hügelig, der größte Berg Longzhous ist der Gongmu Shan. Die wichtigsten Flüsse sind Zuo Jiang, Pinger He und Shuikou He. Longzhou verfügt über knapp 29 Quadratkilometer Ackerland, auf dem vor allem Zuckerrohr, Reis und Obst wie Bananen, Drachenfrüchte, Erdbeeren  angebaut werden. In Longzhou sind Industriebetriebe aus der Nahrungsmittelherstellung (v. a. von Zucker), der Herstellung von Arzneimitteln und Baustoffen angesiedelt. Durch seine Lage an den Fernstraßen Chongzuo-Shuikou, Xiashi-Longzhou und Nakan-Longzhou ist es ein regionales Zentrum, wozu auch seine Schulen und medizinischen Einrichtungen beitragen. Die Gemeinde Longzhou ist Standort von Denkmälern wie dem ehemaligen Konsulat Frankreichs, dem ehemaligen Hauptquartier des 8. Korps der chinesischen Arbeiter- und Bauernarmee, eines Museums für Ho Chi Minh und eines Mahnmals für den gescheiterten Longzhou-Aufstand der Kommunisten im chinesischen Bürgerkrieg.
Die Vorläufer der heutigen Großgemeinde waren der erste Bezirk des Kreises Longjin im Jahre 1950, der im Jahre 1956 zur Großgemeinde und im Jahre 1958 zur Volkskommune Longzhou umgewandelt wurde. Nach Abschaffung der Volkskommunen wurde die Volksregierung der Großgemeinde wiederhergestellt. Im Jahre 2002 vergrößerte sich das von der Großgemeinde Longzhou verwaltete Gebiet durch die Verschmelzung mit der Gemeinde Xiaxiu (霞秀乡), die zur Gänze Teil von Longzhou wurde.
Longzhou ist auf Dorfebene per Ende 2018 in neun Einwohnergemeinschaften und zehn Dörfer untergliedert:
- Einwohnergemeinschaften Kangping (康平社区), Beimen (北门社区), Xinhua (新华社区), Longjiang (龙江社区), Gaoxiang (高祥社区), Chengdong (城东社区), Limin (利民社区), Chengbei (城北社区), Chengnan (城南社区)
- Dörfer Guanming (贯明村), Bainong (百农村), Lingnan (岭南村), Banmen (板门村), Zhenxiu (镇秀村), Xinmin (新民村), Hetun (河屯村), Ziqing (自清村), Tangqiao (塘巧村), Donghe (东合村).[4] Diese fassen 79 dörfliche Siedlungen zusammen.[1]